# متاحف تشيلي
تحتوي هذه المقالة على قائمة المتاحف في دولة تشيلي. ؛

## القائمة
| المتحف                                                                                             | المدينة                    | الافتتاح       | النوع                                                                                         | ملخص | صورة |  |
| -------------------------------------------------------------------------------------------------- | -------------------------- | -------------- | --------------------------------------------------------------------------------------------- | --- | ---- |  |
| المتحف الوطني التشيلي للفنون الجميلةChilean National Museum of Fine Arts                           | سانتياغو                   | 1880           | فنون جميلة                                                                                    | يقع في سانتياغو، تشيلي، هو واحد من المراكز الرئيسية للفن التشيلي والأوسع لفن أمريكا الجنوبية. أنشئ في عام 1880 مما يجعله الأقدم في أمريكا الجنوبية |      |  |
| متحف الذاكرة وحقوق الإنسانMuseum of Memory and Human Rights                                        | سانتياغو                   | حقوق الانسان   | 11 كانون الثاني/يناير 2010                                                                    | هو أحد المتاحف الشيلية الموجودة في سانتياغو ، والمكرسة لاحياء ذكري ضحايا انتهاكات حقوق الإنسان خلال النظام المدني-العسكري الذي يقوده اوغوستو بينوشيه بين 1973 و 1990. وقد افتتحته الرئيسة السابقة ميشيل باشليه                                              |      |  |
| المركز الثقافي بالاسيو دي لا مونيداCentro Cultural Palacio de La Moneda                            | سانتياغو                   |                | 2006                                                                                          | هو منشأة ثقافية تقع في سانتياغو، شيلي، تحت ساحة سيتيزنري، في الواجهة الجنوبية لل بالاسيو دي لا مونيدا. ويهدف إلى وضع العاصمة الشيلية في الدائرة الثقافية الدولية،مما يتيح الوصول التشاركي والتكويني لجميع المواطنين إلى الثراء الثقافي والسمعي البصري للأمة |      |  |
| متحف لا سيرينا الأثريArchaeological Museum of La Serena                                            |                            |                |                                                                                               | |      |  |
| Anthropological Museum R. P. Sebastián Englert                                                     |                            |                |                                                                                               | |      |  |
| Museo Nacional Aeronáutico y del Espacioالمتحف الوطني للملاحة الجوية والفضاء                       |                            |                |                                                                                               | |      |  |
| قصر كوسينوPalacio Cousiño                                                                          | سانتياغو                   |                |                                                                                               | قصر بالاسيو كوسينو هو قصر تم تصميمه وبنائه من أجل إيزيدورا غوينتشيا، أرملة لويس كوسينو، الذي بدوره كان ابن ماتياس كوسينو |      |  |
| متحف الآثار سانتياغوMuseo Arqueológico de Santiago                                                 | سانتياغو                   |                | اثار                                                                                          | يضم المتحف أشياء ثقافية مثل الملابس والقبعات والمجوهرات والسلات من شيلي، والتي يرجع تاريخها إلى عام 1000 قبل الميلاد |      |  |
| كاسا كولوراداCasa Colorada                                                                         | سانتياغو                   |                |                                                                                               | هو منزل استعماري تم بناؤه في عام 1769 |      |  |
| متحف الفن المقدسMuseo de Arte Sagrado                                                              | سانتياغو                   |                |                                                                                               | هو متحف للفنون الدينية يضم المتحف مجموعة من الفضيات اليسوعية واللوحات الدينية، والنحت، والأثاث |      |  |
| متحف الكولونيالMuseo Colonial                                                                      |                            |                |                                                                                               | المتحف يضم الفترة الاستعمارية من شيلي وأمريكا الجنوبية، مع مجموعة من اللوحات والنحت والأثاث وغيرها من الأشياء. والعديد من القطع الدينية، وتم إنشاؤه في بيرو، العاصمة الاستعمارية السابقة.                                                                   |      |  |
| المتحف التشيلي للفن ما قبل كولومبوس Museo Chileno de Arte Precolombino                             | سانتياغو                   | ديسمبر 1981    |                                                                                               | هو متحف فني مخصص لدراسة وعرض الأعمال الفنية والتحف الفنية في فترة ما قبل كولومبوس من أمريكا الوسطى والجنوبية |      |  |
| قصر بالاسيو دي لا ريال أودينشيا دي سانتياجوPalacio de la Real Audiencia de Santiago                | Plaza de Armas بلازا أرماس | 1982           |                                                                                               | ويتألف من غرف القصر القديمة القديمة المستخدمة كمساحات معرض. تتكون المجموعة من أشياء الحياة اليومية من شيلي مثل الملابس النسائية، وآلات الخياطة، والأثاث، وغيرها من القطع الزخرفية والوظيفية \|\|                                                            |      |  |
| متحف الفن المعاصرMuseo de Arte Contemporáneo                                                       | فالديفيا Valdivia ؛        | 1994           |                                                                                               | هو متحف الفن الحديث في فالديفيا التي تديرها جامعة أوسترال دي شيلي |      |  |
| متحف سانتياغو للفن المعاصرSantiago Museum of Contemporary Art                                      | سانتياغو                   | 1947           |                                                                                               | |      |  |
| متحف السكك الحديديةMuseo Ferroviario                                                               | ؛                          |                |                                                                                               | |      |  |
| متحف التضامن "سلفادور أليندي"Museo de la Solidaridad "Salvador Allende"                            |                            |                |                                                                                               | |      |  |
| متحف ميرادور التفاعليMuseo Interactivo Mirador                                                     |                            |                |                                                                                               | |      |  |
| متحف مابوتشيMuseo Mapuche                                                                          |                            |                |                                                                                               | |      |  |
| المتحف الوطني التشيلي للتاريخ الطبيعيChilean National Museum of Natural History                    | ؛                          |                | 14 سبتمبر 1830                                                                                | |      |  |
| متحف ناو فيكتورياMuseo Nao Victoria                                                                | بونتا أريناس               | 1 أكتوبر 2011. |                                                                                               | متحف خاص |      |  |
| المتحف الإقليمي لأروكانياMuseo Regional de la Araucanía                                            | ؛                          |                |                                                                                               | |      |  |
| La Chascona, Pablo Neruda's house, now a museumلا تشاسكونا، منزل بابلو نيرودا                      | ؛                          |                |                                                                                               | |      |  |
| Museo Fuerte Nieblaمتحف فويرت نيبلا                                                                | ؛                          |                |                                                                                               | |      |  |
| Museo de la Exploración Rudolph Amandus Philippiمتحف الاستكشاف رودولف أماندوس فيليبي               | فالديفيا Valdivia          |                |                                                                                               | المتحف يعرض استكشاف جنوب شيلي |      |  |
| متحف موريس فان دي مايل التاريخي والأنثروبولوجيMuseo Histórico y Antropológico Maurice van de Maele | فالديفيا Valdivia ؛        | 1994؛          |                                                                                               | |      |  |
| متحف فينا ديل مارOpen Air Museum Viña del Mar                                                      | فالبارايسو                 | 2011           | هو متحف في الهواء الطلق يقع بالقرب من ريكريو، فينا ديل مار، شيلي، بالقرب من مدينة فالبارايسو. | |      |  |
| متحف P. غوستافو لي بيج الأثريR. P. Gustavo Le Paige Archaeological Museum                          | سان بيدرو دي أتاكاما       |                |                                                                                               | هو متحف يقع في سان بيدرو دي أتاكاما، شيلي. ويضم مجموعة من حوالي 380،000 من القطع الأثرية ما قبل كولومبوس من ثقافة أتاكامينو. ويدعى المتحف باسم المبشر اليسوعي الأب غوستافو لي بيج، الذي كان مؤسسها.                                                         |      |  |
| متحف مارتن جوسيند الأنثروبولوجيMartin Gusinde Anthropological Museum                               | ؛                          | 1974           |                                                                                               | المتحف يستضيف القطع الأثرية والخرائط والصور المتعلقة بتاريخ 10،000 سنة من شعب ياهان، فضلا عن المستوطنين الأوروبيين منذ القرن التاسع عشر. كما يتم عرض عينات من النباتات والحيوانات المحلية، فضلا عن الصور والنصوص من تأسيس بويرتو ويليامز \|\|               |      |  |